# Русецкий, Александр Алексеевич
Алекса́ндр Алексе́евич Русе́цкий (род. 22 июля 1926, Ленинград – ум. 14 октября 2022, Санкт-Петербург) — учёный, инженер-кораблестроитель, специалист в области гидродинамики корабля, создатель принципиально нового типа быстроходных судов. Лауреат Ленинской премии (1984).

## Биография
Родился в Ленинграде. В 1949 году окончил Ленинградский кораблестроительный институт. Доктор технических наук (1964), профессор (1969), Заслуженный деятель науки Российской Федерации.
С 1947 года работал в ЦНИИ имени академика А. Н. Крылова: техник, начальник гидродинамического отделения, главный научный сотрудник.
С 1953 года преподавал в Ленинградском кораблестроительном институте.

## Научные разработки
Разработал принципиально новый тип быстроходных судов. Во второй половине 60-х годов в ЦНИИ им. Крылова было создано специализированное отделение гидродинамики во главе с А. А. Русецким. Это подразделение сыграло решающую роль в создании экранопланов различных типов, обеспечило проектирование самых больших в мире и самых быстроходных кораблей на подводных крыльях. За эти разработки А. А. Русецкому в 1984 году была вручена Ленинская премия.

## Публикации
- И. В. Гирс, А. А. Русецкий. Испытание мореходных качеств судов. Справочник — 2-е изд., испр. и доп. — Ленинград : Судостроение, 1977. — 1911 с.
- Русецкий А. А. Оборудование и организация гидроаэродинамических лабораторий.- Л.: Судостроение, 1975. — 152 с.
- Горшков А. С., Русецкий А. А. Кавитационные трубы. Л.: Судпромгиз, 1962.
- Дубровин О. В., Русецкий А. А., Жученко М. М. Судовые движители. Учебник для вузов по специальности «Судостроение и судоремонт». Л,: Судостроение, 1971. — 287 с.
- А. А. Русецкий. Гидродинамика винтов регулируемого шага. — Ленинград : Судостроение, 1968. — 214 с.
- А. А. Русецкий. Оборудование и организация гидроаэродинамических лабораторий [учебное пособие для вузов по специальности «Гидроаэродинамика»] : Судостроение, 1975. — 152 с.
- Крыльчатые движители. Под ред. А. А. Русецкого.  — Ленинград : Судостроение, 1973. — 135 с.
- Гребные винты. Под ред. А. А. Русецкого.  — Ленинград : Судостроение, 1983. — 296 с.
- Средства активного управления судами. Под ред. А. А. Русецкого.  — Ленинград : Судостроение, 1969. — 264 с.